# Acnephalum olivieri
Acnephalum olivieri là một loài ruồi trong họ Asilidae. Acnephalum olivieri được Macquart miêu tả năm 1838. Loài này phân bố ở vùng Cổ Bắc giới.